# Maria Sibylla Merian
Maria Sibylla Merian (1647-1717) là một nhà tự nhiên học và họa sĩ khoa học, chuyên nghiên cứu cây cỏ và sâu bọ, đồng thời vẽ nên các bản vẽ rất chi tiết về chúng.

## Cuộc đời và sự nghiệp
Maria sinh ngày 2 tháng 4 năm 1647 sinh tại Frankfurt (Đức), trong một gia đình người Thụy Sĩ. Cha bà là thợ khắc và là nhà xuất bản Matthaus Merianthe. Ông qua đời sau khi Maria sinh được ba năm. Năm 1651, mẹ của Maria kết hôn với họa sĩ Jacob Marrel. Chính người cha dượng Marrel đã hướng dẫn và khuyến khích Maria rèn luyện khả năng vẽ. Ở tuổi 13, Merian vẽ hình ảnh đầu tiên của côn trùng và thực vật từ mẫu vật mình đã bắt được.

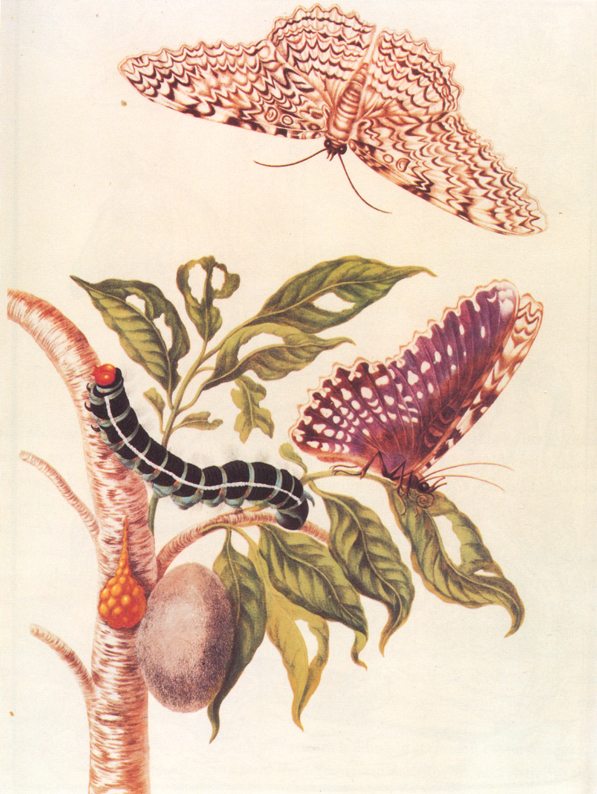
Bức tranh của Maria Sibylla Merian về sự lột xác của bướm Thysania agrippina vẽ năm 1705. Another version exists in which all but the opened-winged butterfly is reversed.

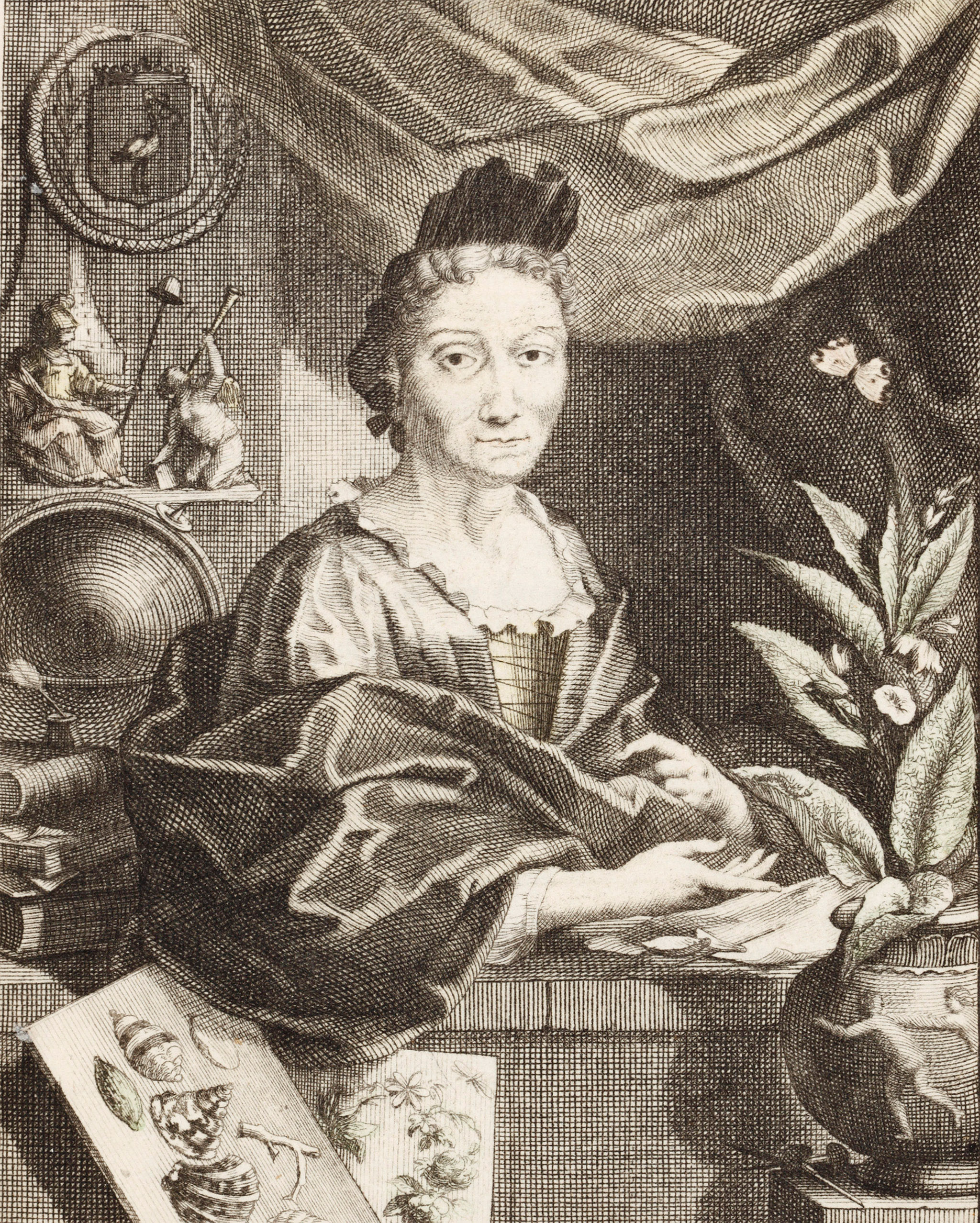
Chân dung Merian

Bà qua đời ngày 13 tháng 1 năm 1717 tại Amsterdam, Hà Lan.
Merian nghiên cứu quá trình thực chất biến đổi từ sâu róm thành bướm. Bà ghi lại quá trình biến đổi này, cùng với chi tiết quá trình kết kén và các loại thực vật mà sâu ăn, tất cả các bản vẽ và minh họa từng bước quá trình phát triển tập hợp thành một cuốn sách.